# Рубіжинська сільська рада
Рубі́жинська сільська рада (рос. Рубежинский сельский совет) — сільське поселення у складі Первомайського району Оренбурзької області Росії.
Адміністративний центр — селище Рубіжинський.

## Населення
Населення — 1207 осіб (2019; 1484 в 2010, 2079 у 2002).

## Склад
До складу сільської ради входять:
| Населений пункт       | Населення, осіб (2002) | Населення, осіб (2010) |
| --------------------- | ---------------------- | ---------------------- |
| Большепрудний, селище | 353                    | 198                    |
| Дружний, селище       | 209                    | 70                     |
| Рубіжинський, селище  | 1148                   | 934                    |
| Ударний, селище       | 369                    | 282                    |